# Хосе (ураган, 2017)
Ураган Хосе (англ. Hurricane Jose) — мощный тропический циклон 4-й категории опасности, самый продолжительный шторм атлантического сезона ураганов 2017 года. Образовался в  начале сентября 2017 года при выходе сильной тропической волны из континентальной части Африки. Это третий крупный ураган атлантического сезона ураганов 2017 года — одного из самых активных за всю историю наблюдений. «Хосе» угрожал Антильским островам, где он должен был пройти через несколько дней после катастрофического урагана «Ирма». Однако, 9 сентября ураган изменил свой маршрут, так и не достигнув Антильских островов.
Впервые с 2010 года в Атлантическом океане действовало три урагана одновременно: «Хосе», «Катя» и «Ирма».
14 сентября «Хосе» ослаб до тропического шторма. 16 сентября он снова стал ураганом 1 категории. 25 сентября ураган распался.